# Naturschutzgebiet Arnsberger Wald

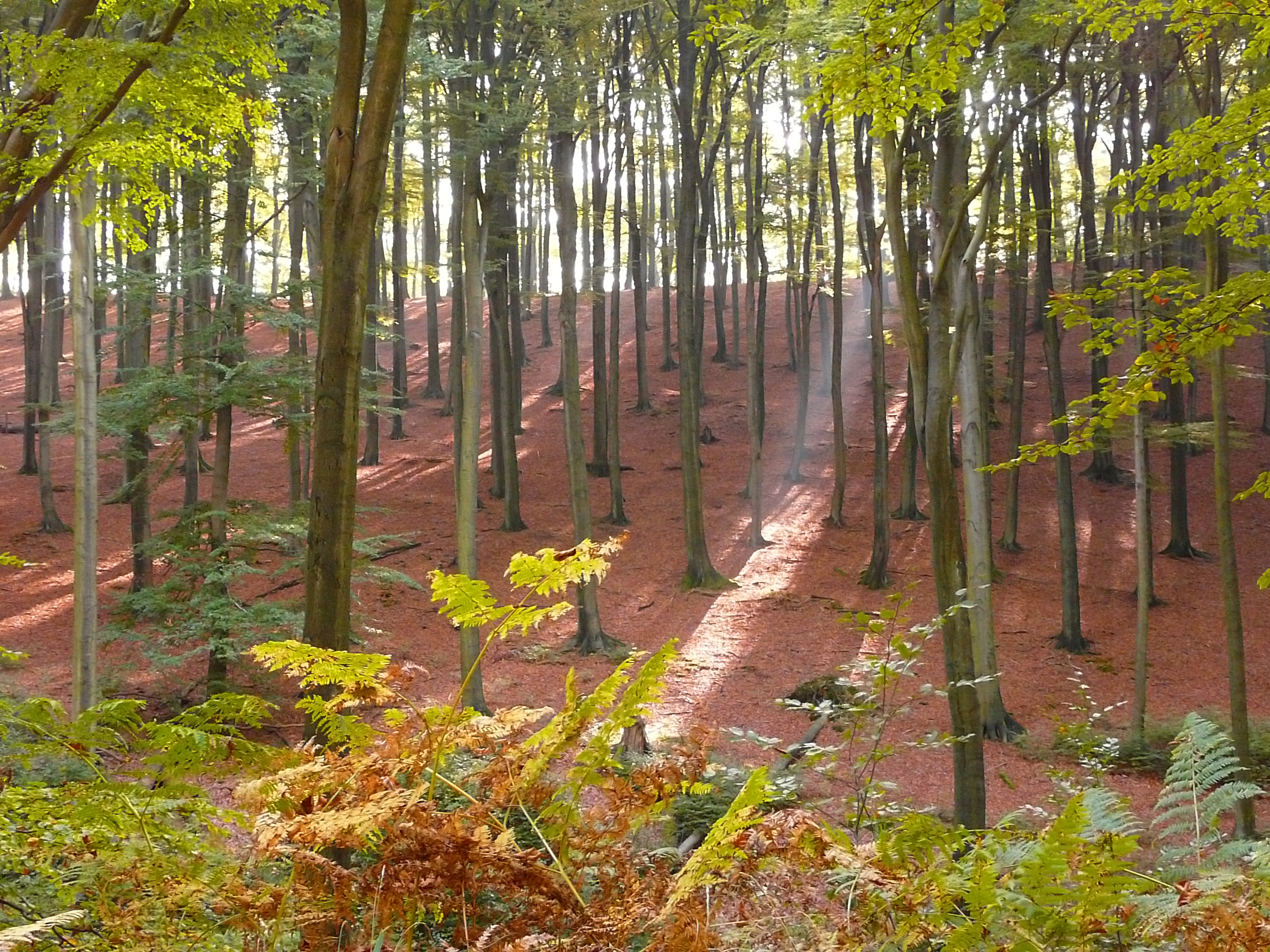
Wald im nördlichen Bereich des NSGs

Das Naturschutzgebiet Arnsberger Wald mit einer Größe von 3.920,4 ha liegt um Neuhaus und Sankt Meinholf im Unteren Arnsberger Wald im Gemeindegebiet von Möhnesee und im Stadtgebiet von Warstein im Kreis Soest. Es wurde 1991 von der Bezirksregierung Arnsberg als Naturschutzgebiet ausgewiesen. 2004 erfolgte durch die Bezirksregierung Arnsberg eine erneute Ausweisung als Naturschutzgebiet. Es grenzt im Westen unmittelbar an das Naturschutzgebiet Hevearm und Hevesee und liegt im Süden direkt an der Grenze zur Stadt Arnsberg und dem dortigen Naturschutzgebiet Breitenbruch-Neuhaus. Das Naturschutzgebiet gehört zum 7.991 ha großen FFH-Gebiet Arnsberger Wald (DE-4514-302).

## Gebietsbeschreibung
Der dortige Wald ist hauptsächlich mit Rotbuche und Rotfichte in verschiedenen Altersklassen bestockt. Auch großflächige Eichen-Althölzer befinden sich im NSG. Im Bereich des Schmalenau Bruches liegt ein Komplex aus Birkenmoorwald, Birkenbruchwald und Erlenauenwald. In den Waldbereichen brüten regelmäßig Arten wie Schwarzspecht, Grauspecht, Buntspecht, Mittelspecht und Kleinspecht sowie Grauschnäpper, Trauerschnäpper und Sumpfmeise. 
Im Schutzgebiet befinden sich teilweise sehr naturnahe und frei mäandriere Fließgewässer, insbesondere die Heve, mit Altarmen und regelmäßig überfluteten Mäanderschleifen. Die Bäche werden teilweise von Erlenauwäldern in der Flussaue gesäumt. Neben Schotterbänken und Auskolkungen weist der Bach Heve bis zu zwei Meter hohen Steilwänden an den Prallufern auf. Im Bereich der Schotterbänke sind Pestwurz-Fluren zu finden. In Talauen sind auch Grünlandbereiche in den Auen. An und in den Bächen kommen Eisvogel, Bachneunauge und Groppe vor.
Eine Wacholderheide liegt westlich der Vosshütte. In der Heide liegt ein kleiner, etwa dreieckigen Bereich mit Wacholdern und weitere Arten der Heide.

## Schutzzweck
Ziel ist der Schutz des Waldgebietes mit seinem Arteninventar. Wie bei allen Naturschutzgebieten in Deutschland wurde in der Schutzausweisung darauf hingewiesen, dass das Gebiet „wegen der Seltenheit, besonderen Eigenart und Schönheit des Gebietes“ zum Naturschutzgebiet erklärt worden sei.